# Nyctibius
Genre
Nyctibius est un genre d'ibijaux, des oiseaux nocturnes de la famille des Nyctibiidae, parents des engoulevents et des podarges. Il regroupe six espèces.

## Étymologie
Le genre Nyctibius a été introduit en 1816 par l'ornithologue français Louis-Pierre Vieillot pour n'inclure qu'une seule espèce, le « Grand Engoulevent de Cayenne du comte de Buffon », le grand ibijau, qui devient ainsi l'espèce type,. Le nom du genre vient du grec ancien nuktibios qui signifie « nourriture nocturne », de nux nuit et bios « vie ».

## Description et répartition
Ce sont des oiseaux insectivores nocturnes de taille moyenne (21 à 58 cm) qui possèdent une grosse tête, un corps de petite taille et des pattes très courtes. Il leur manque les soies autour de la bouche typique des vrais engoulevents. Ils chassent depuis un perchoir comme une pie-grièche ou un gobemouche. Pendant la journée, ils sont perchés contre un tronc, la tête dirigée vers le haut ; leur camouflage les fait passer pour une branche. L'unique œuf est pondu sur le sommet d'une branche.
Ils vivent dans la zone néotropicale (Mexique, Amérique centrale et du Sud, et certaines parties des Caraïbes), dans les forêts, de préférence humides.

## Taxonomie
Il constitue l'un des deux genres de la famille, l'autre étant le genre monotypique Phyllaemulor (contenant seulement l'ibijau roux). Avant 2018, il était considérés comme le seul genre existant au sein des Nyctibiidae ; cependant, une étude réalisée cette année-là a révélé une profonde divergence entre l'ibijau roux et toutes les autres espèces du genre, ce qui a conduit à le décrire dans un nouveau genre et à élargir le nombre de genres au sein de la famille. Cela a été suivi par le Congrès ornithologique international en 2022. Le genre Nyctibius comprend six espèces :
- Nyctibius grandis – Grand Ibijau
- Nyctibius aethereus – Ibijau à longue queue
- Nyctibius jamaicensis – Ibijau jamaïcain
- Nyctibius griseus – Ibijau gris
- Nyctibius maculosus – Ibijau des Andes
- Nyctibius leucopterus – Ibijau à ailes blanches

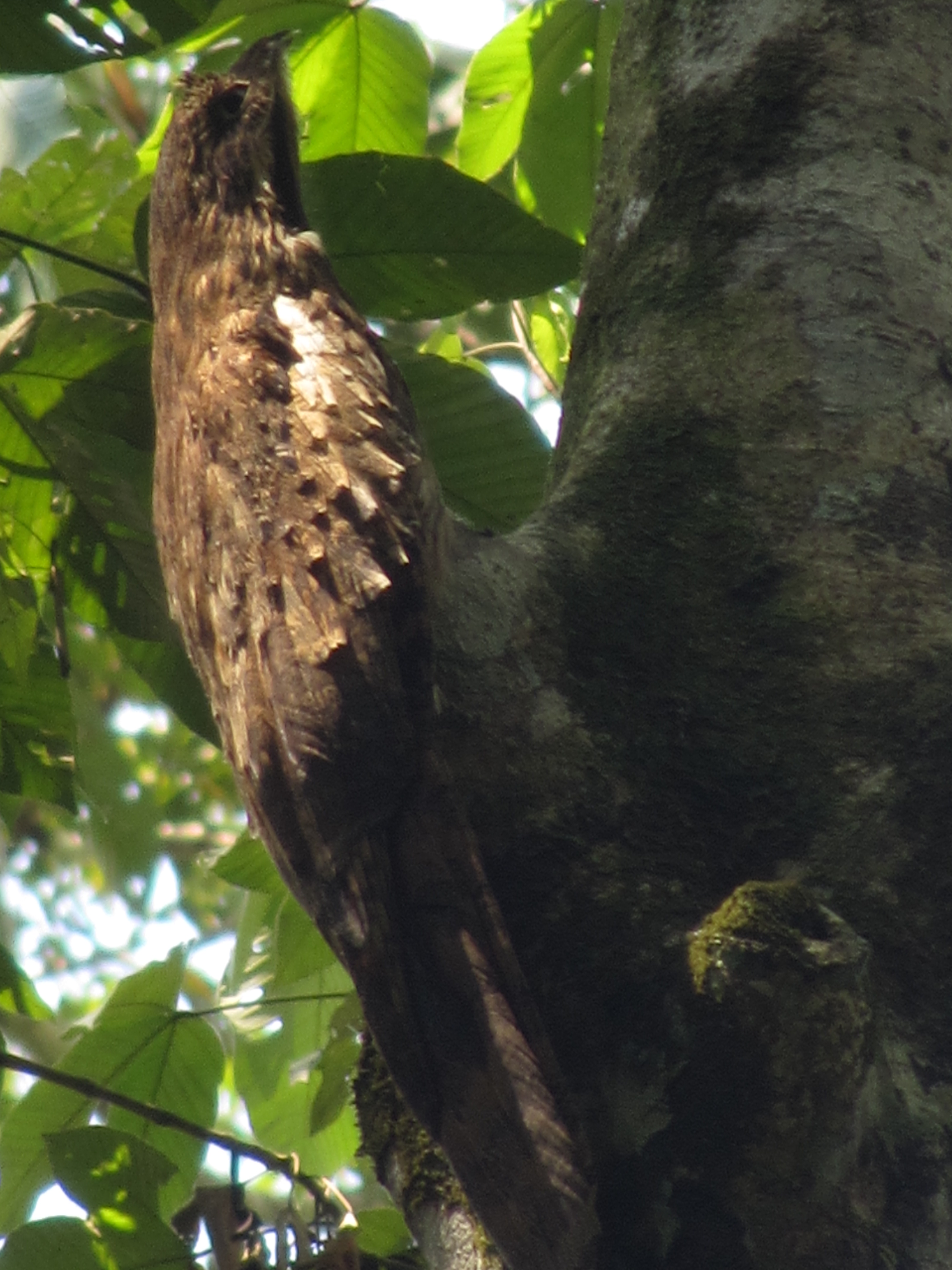
Nyctibius aethereus
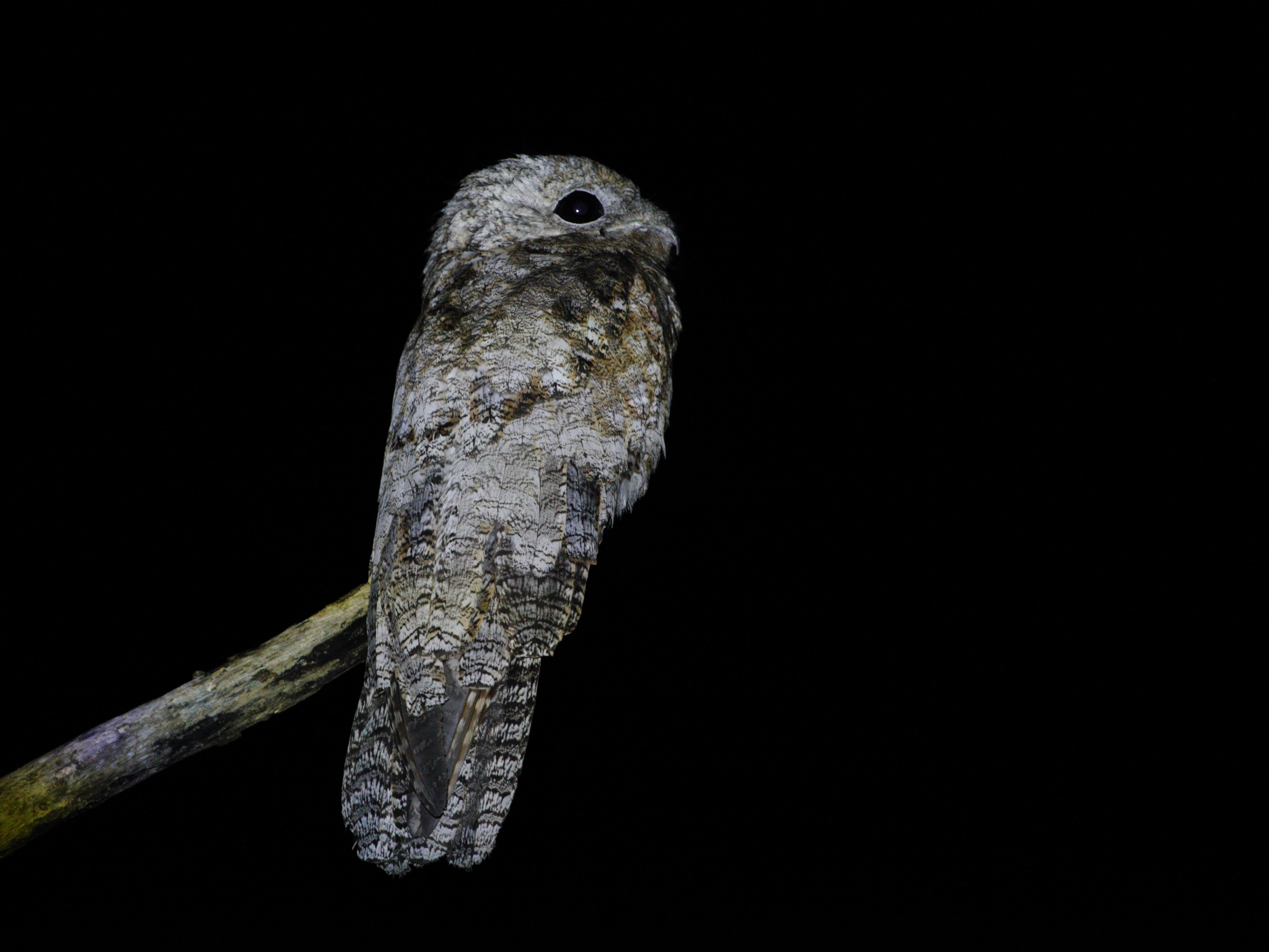
Nyctibius grandis
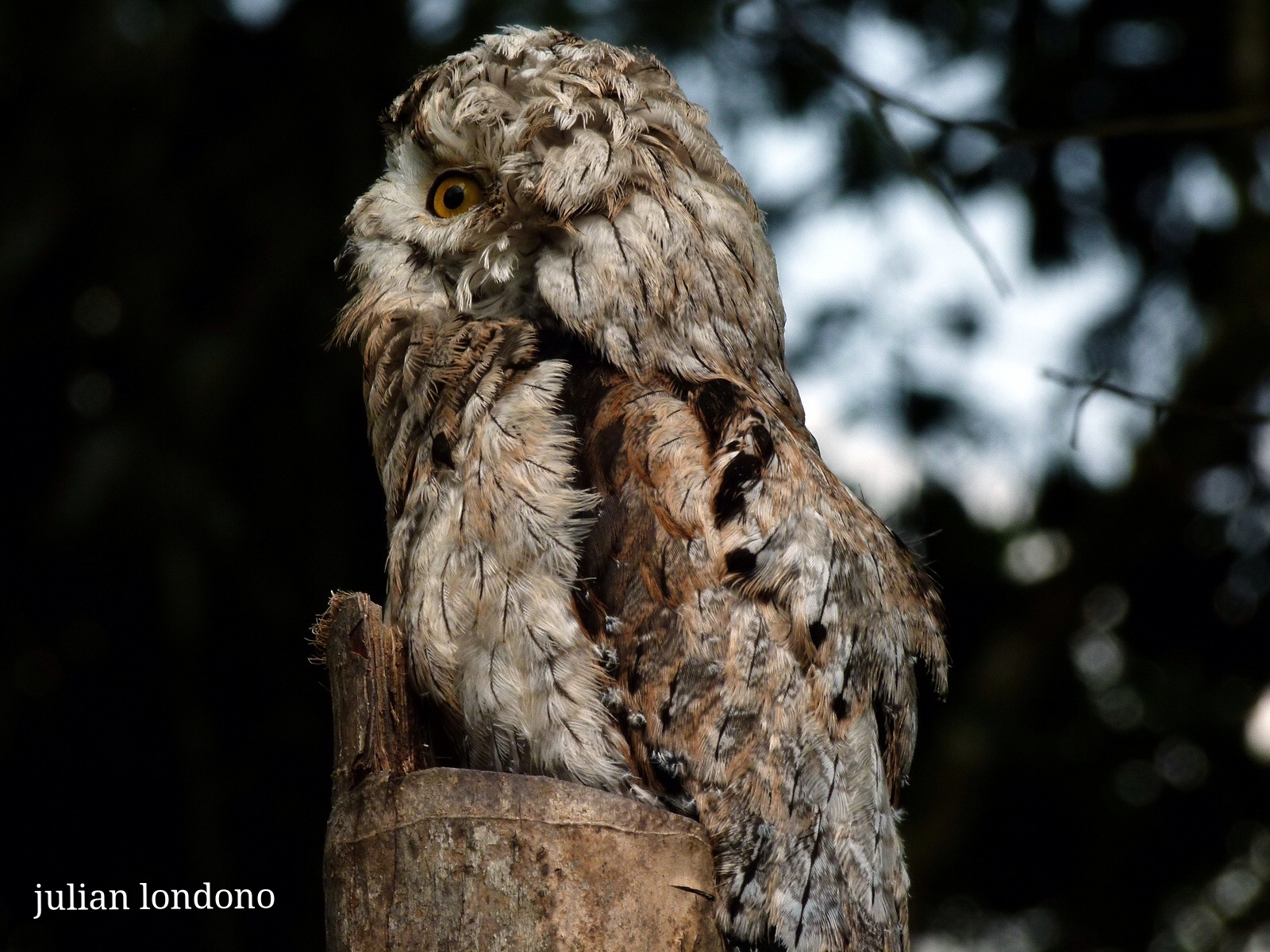
Nyctibius griseus
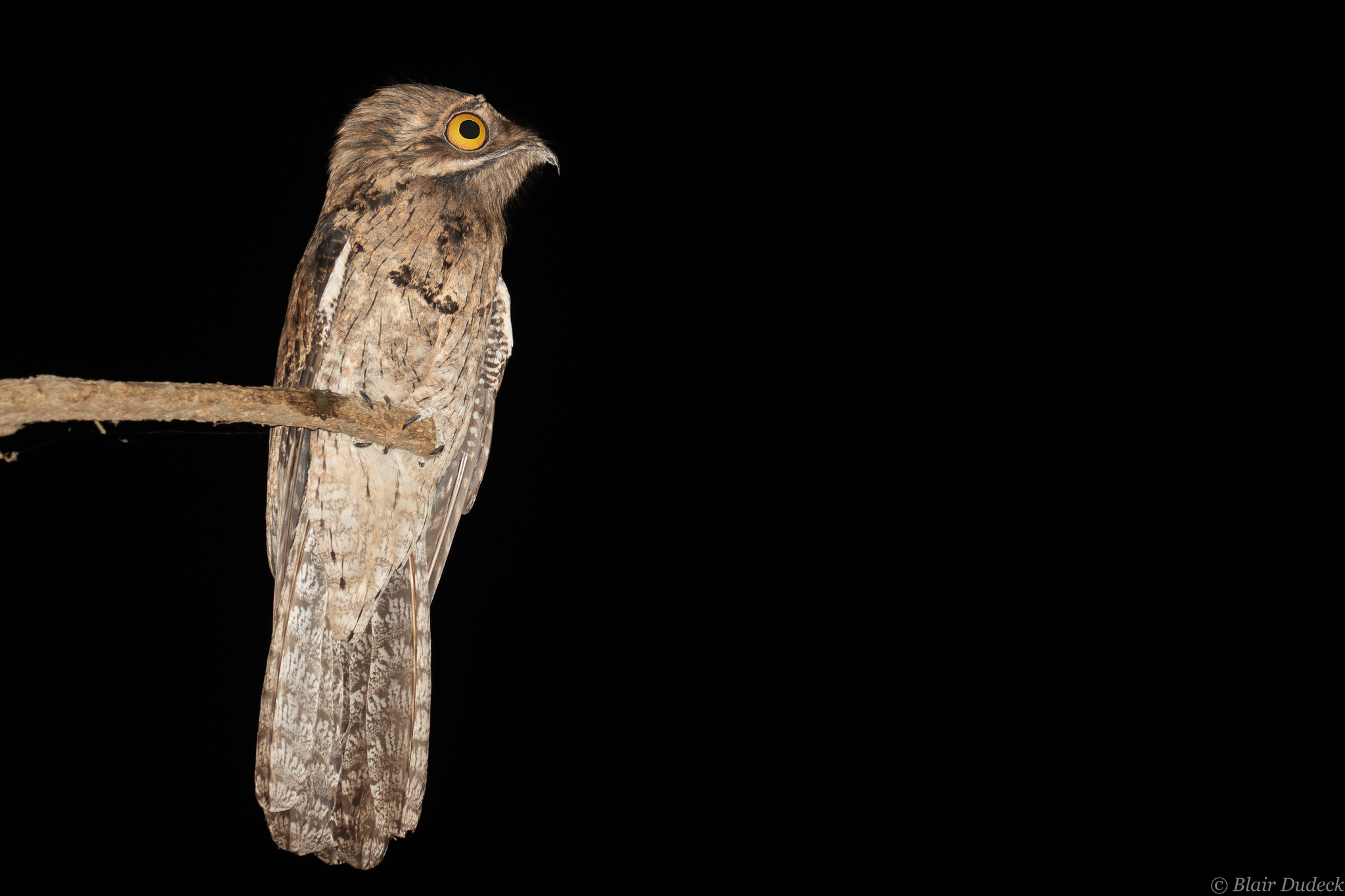
Nyctibius jamaicensis
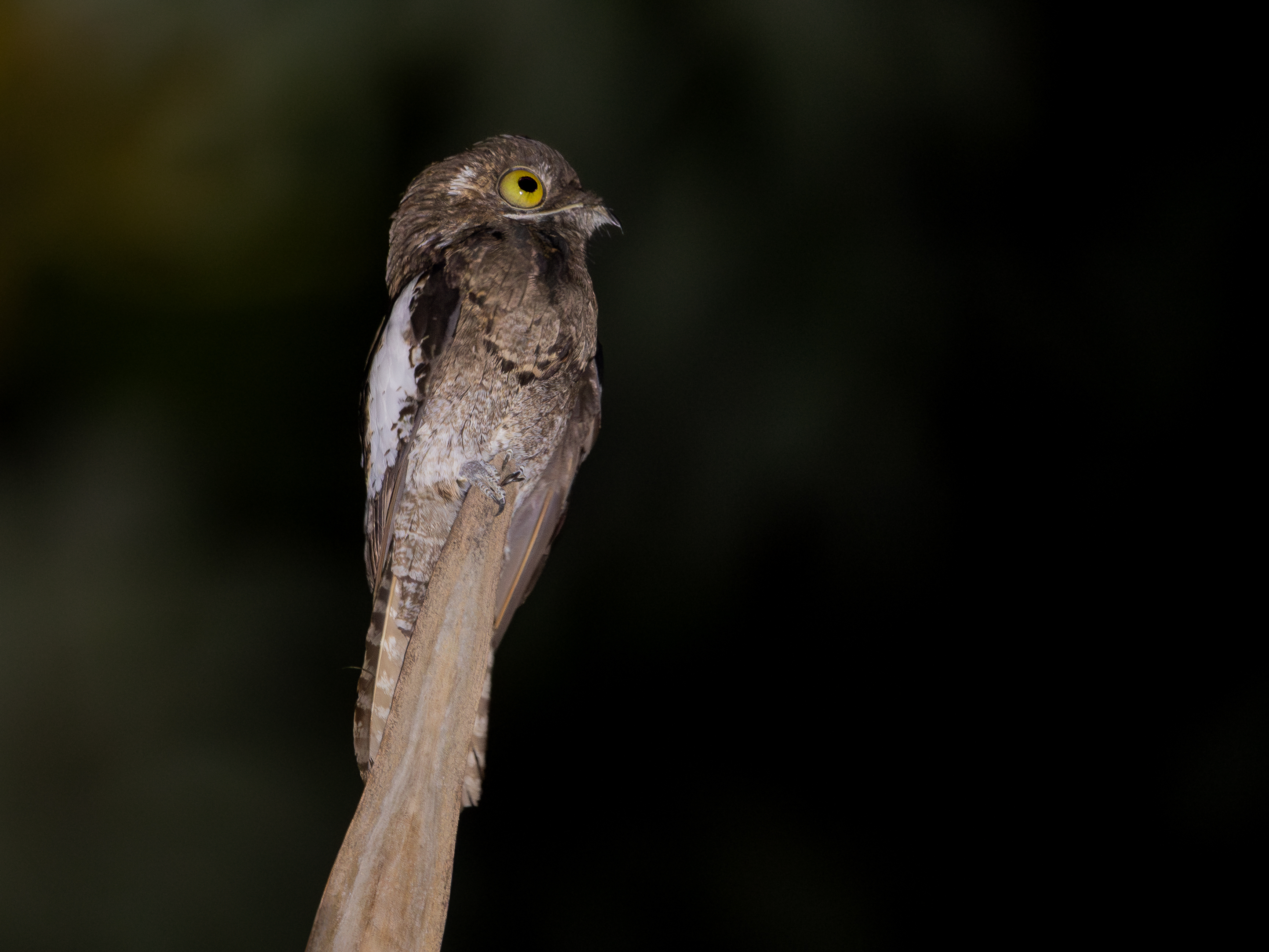
Nyctibius leucopterus
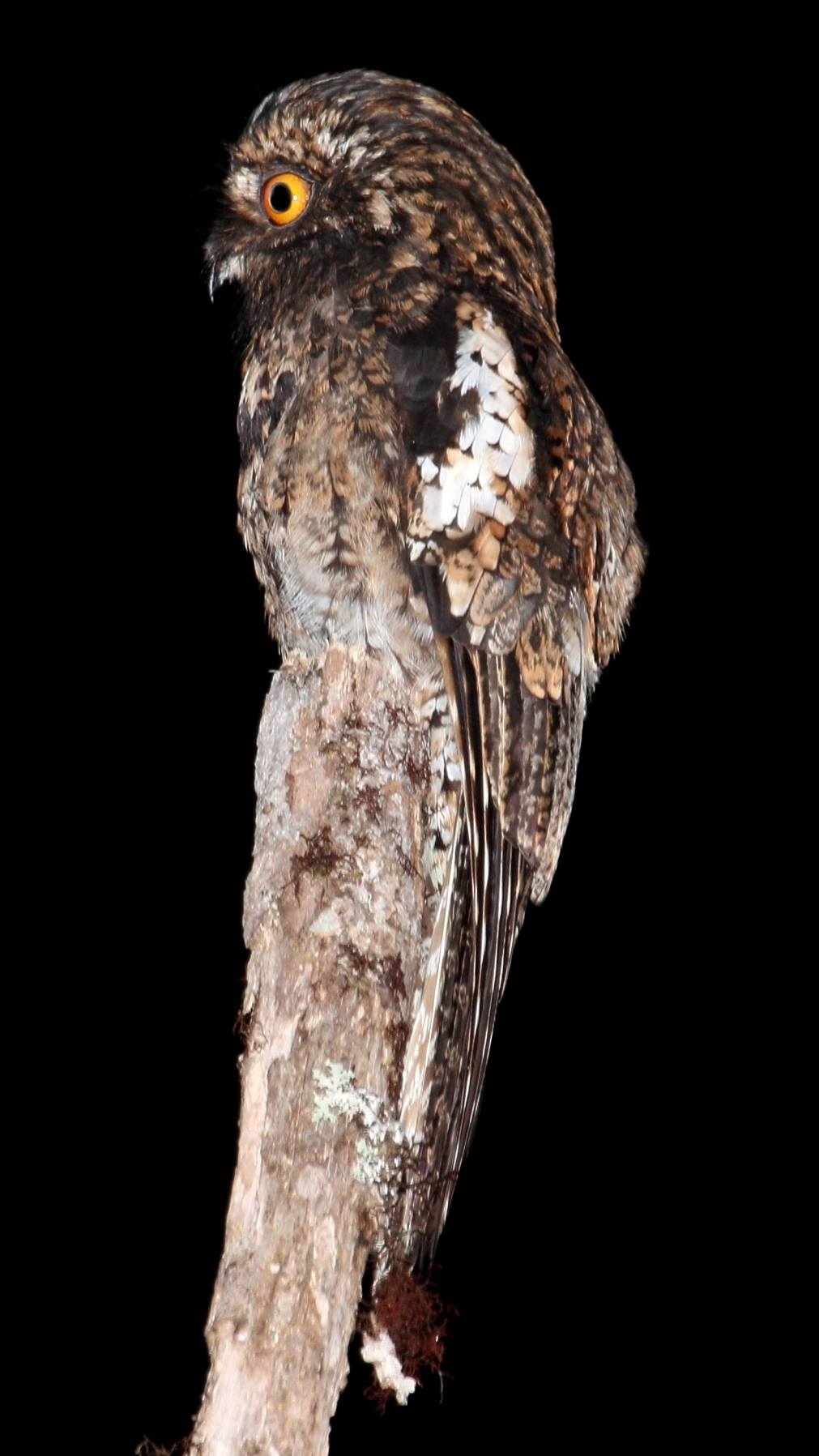
Nyctibius maculosus